# デイス (潜水艦)
デイス (USS Dace, SS-247) は、アメリカ海軍の潜水艦。ガトー級潜水艦の35番艦。艦名はコイ科ウグイ亜科のヨーロッパクレードに属する淡水魚デイスに因む。同名のアメリカ軍艦（USS Dace）としては初代。退役から9年後にパーミット級原子力潜水艦9番艦として2代目「デイス (SSN-607)」が就役している。

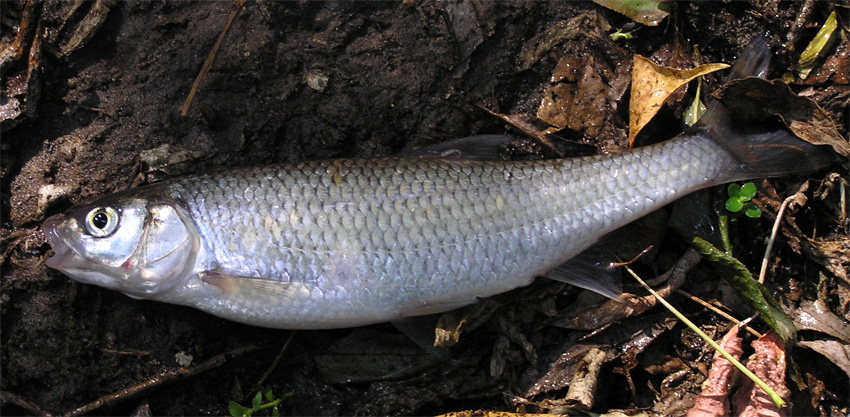
コモン・デイス（Common dace）

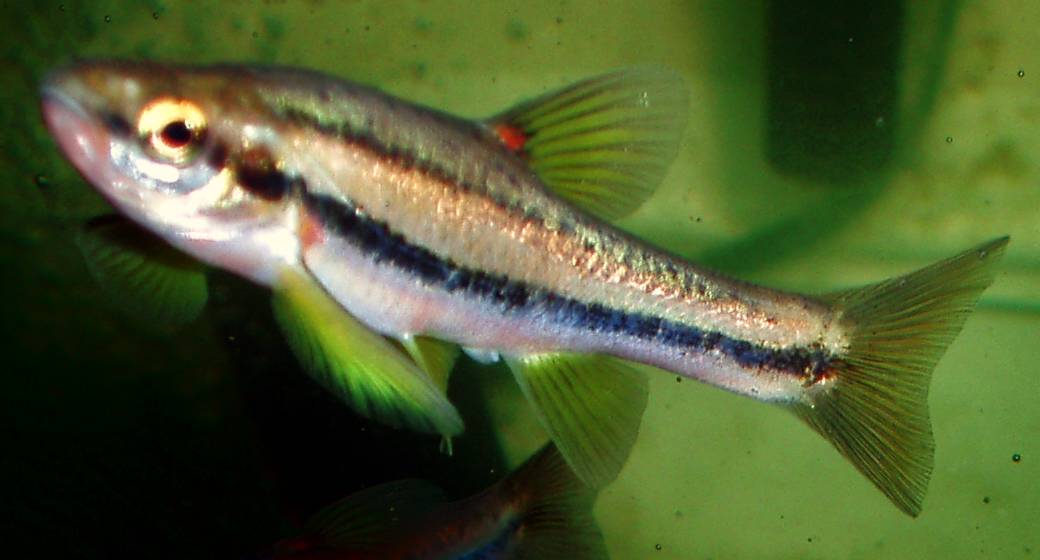
サザン・レッドベリー・デイス（Southern redbelly dace）

## 艦歴
「デイス」は1942年7月22日にコネチカット州グロトンのエレクトリック・ボート「勝利工廠」で起工する。1943年4月25日にO・P・ロバートソン夫人によって進水し、後に空母「信濃」を撃沈することになる艦長ジョゼフ・F・エンライト少佐（アナポリス1933年組）の指揮下1943年7月23日に就役する。ニューロンドンを9月7日に出港し、10月3日に真珠湾に到着した。

### 第1の哨戒 1943年10月 - 12月
10月20日、「デイス」は最初の哨戒で日本近海に向かった。11月7日、北緯34度14分 東経137度15分 / 北緯34.233度 東経137.250度の地点でレーダーにより複数の目標を探知し、やがてそのうちの一つは6,800トン級輸送船のようだと推定された。最初の攻撃で魚雷を4本発射したが命中しなかった。次に第二の目標である6,800トン級輸送船に照準を合わせて魚雷を2本発射し、1本が命中した。照準を最初の目標と2隻の護衛艦に合わせた三度目の攻撃では魚雷を3本発射したものの、命中しなかった。「デイス」は護衛艦を上手くまいてその場から去った。11月11日には北緯33度29分 東経136度43分 / 北緯33.483度 東経136.717度の地点で「駆逐艦」を発見し、魚雷を3本発射したが成功しなかった。当時、「デイス」が向かった海域を空母「翔鶴」が通過するという情報があり、「デイス」を含めた所在の潜水艦に「翔鶴」を仕留めるよう指令が出ていた。ところが、エンライト艦長は自分の直感を抑えて規則に従った結果、結果的に「翔鶴」を逃す結果となった。実際に11月15日に北緯33度55分 東経140度32分 / 北緯33.917度 東経140.533度の地点で「翔鶴」と3隻の駆逐艦を発見したものの、ただ「発見した」というだけに留まった。11月19日午後、「デイス」は北緯34度13分 東経136度33分 / 北緯34.217度 東経136.550度の地点で輸送船、タンカー、哨戒艇を相次いで発見。しかし、哨戒艇の先制攻撃を受け、14発に及ぶ爆雷攻撃で艦尾発射管室のバルブが損傷するなどの被害を受けた。12月11日、49日間の行動を終えてミッドウェー島に帰投した。
意気消沈したままエンライトは司令部に報告のため出頭した。報告は「自分は艦もスタッフも担当海域も、あらゆる優れたものに恵まれた」で始まり、「今回の哨戒任務が不作だったのは自分の責任ですから」と、自ら自分をデスクワークに廻してくれるよう要請、受理されたエンライトは12月28日に潜水艦救護隊隊長に転じた。後任の艦長にはブラッデン・D・クラゲット少佐（アナポリス1935年組）が就いた。

### 第2、第3、第4の哨戒 1944年1月 - 8月
1944年1月7日、「デイス」は2回目の哨戒でトラック諸島およびビスマルク諸島方面に向かった。1月26日夜、北緯02度01分 東経148度36分 / 北緯2.017度 東経148.600度の地点で2隻の護衛艦に厳重に護衛された10,000トン級タンカーを発見し、魚雷を6本発射。2つの爆発音が聞こえてきたが、結局取り逃がした。その後、緊急修理が必要な故障が発生し、2月2日にツラギ島に入港し応急修理を施した後、再びトラック諸島周辺に戻った。2月17日には、第58任務部隊（マーク・ミッチャー中将）によるトラック島空襲の支援を実施した。2月25日、48日間の行動を終えてミルン湾に帰投した。
3月18日、「デイス」は3回目の哨戒でフラウンダー (USS Flounder, SS-251) とともにニューギニア、パラオおよびフィリピン南部方面に向かった。3月22日から27日までホーランジア方面で特別任務を行い、3月27日にマヌス島に寄港し給油を行い、哨戒を再開する。3月31日、「デイス」は浮上航行中に爆撃を受け、投じられた2発の爆弾のうち1発は、艦からわずか50フィートしか離れていない箇所に落ちた。4月5日には北緯06度14分 東経126度18分 / 北緯6.233度 東経126.300度のダバオ湾入り口で空母と思しき艦艇を発見し、追跡したものの距離が縮まらず攻撃できなかった。翌4月6日未明にも北緯05度55分 東経126度09分 / 北緯5.917度 東経126.150度の地点で、パラオからシンガポール南方のリンガ泊地に向かう第二艦隊（栗田健男中将）の一部と思しき7つの目標を探知し、ダーター (USS Darter, SS-227) とともに艦隊を追跡し、目標は推定22ノットの高速で航行していたものの魚雷を6本発射したが、命中しなかった。4月7日、僚艦スキャンプ (USS Scamp, SS-277) が駆逐艦と水上偵察機の攻撃で中破したため、「デイス」は掩護を命じられ、マヌス島ゼーアドラー湾まで送り届けた。4月19日に再び出撃し、ダバオ近海で哨戒した。5月2日朝には北緯03度23分 東経127度56分 / 北緯3.383度 東経127.933度の地点でタンカーと駆逐艦、哨戒艇を発見し、魚雷を5本発射したが命中しなかった。5月13日、55日間の行動を終えてブリスベンに帰投した。
6月13日、「デイス」は4回目の哨戒でダバオ湾およびミンダナオ島方面に向かった。6月20日から21日にかけてはマヌス島で補給を行った。7月9日、北緯06度22分 東経126度18分 / 北緯6.367度 東経126.300度の地点で「プレジデント・ハリソン級輸送船」と「千鳥型水雷艇」を含む2隻の護衛艦を発見。護衛艦から43個の爆雷を投下されたが反撃に出て魚雷を6本発射し、3つの命中音を確認した。7月16日にはミンダナオ島サランガニ湾を偵察。7月26日、1条の煙を発見し、航空機の飛来でしばしば潜航しながらも丸一日追跡。7月27日未明にいたり、北緯05度20分 東経121度43分 / 北緯5.333度 東経121.717度のホロ島沖で、ダバオからサンボアンガに向かうZ258船団を発見し、魚雷を艦首と艦尾の両発射管から計10本発射。魚雷は特設運送船（給油）「第二共栄丸」（共栄タンカー、1,192トン）に1本から3本が命中してこれを撃沈した。7月31日午後には、北緯06度13分 東経124度11分 / 北緯6.217度 東経124.183度の地点で陸軍船「真珠丸」を発見し、魚雷を4本発射して1本を命中させて撃沈、逸れた3本のうち1本は海岸に当たって爆発した。翌8月1日朝には北緯06度23分 東経124度02分 / 北緯6.383度 東経124.033度の地点で陸軍輸送船「立石丸」（大阪商船、3,801トン）に対して魚雷を4本発射したが、回避された。8月6日にマヌス島に寄港。8月12日、60日間の行動を終えてブリスベンに帰投した。

### 第5の哨戒 1944年9月 - 11月・摩耶撃沈
9月1日、「デイス」は5回目の哨戒で「ダーター」とともにセレベス海、パラワン水道、南沙諸島および南シナ海方面に向かった。両艦は9月10日にダーウィンに入港し給油した後、パラワン島とバラバク海峡方面に進出。この方面に敷設されている機雷に注意を払いながら哨戒したが、ジャイロコンパスの故障により哨戒を一時中止。9月27日に「ダーター」とともにミオス・ウンディ島に到着し、10月3日まで整備と訓練を受ける。哨戒再開後はボルネオ北岸沖に針路を向けた。10月13日午前、「デイス」は7隻の輸送船からなる輸送船団、ミ19船団を発見。丸一日かけて追跡ののち、翌10月14日未明にいたって艦首と艦尾の発射管から魚雷を計10本発射し、魚雷は応急タンカー「日鉄丸」（日産汽船、5,993トン）、輸送船「永享丸」（日本郵船、6,948トン）および「大善丸」（大阪商船、5,396トン）に命中。「日鉄丸」が沈没して、「永享丸」は1本が命中して大破しラブアン島ビクトリア港に曳航されていった。「大善丸」は右舷船首に1本が命中したが、ラブアン島に回航され仮修理を行った。10月19日にも、北緯08度55分 東経116度48分 / 北緯8.917度 東経116.800度の地点で「吹雪型駆逐艦」に対して魚雷を4本発射したが、命中しなかった。「ダーター」も相前後して同じ目標を攻撃していたが、結果は「デイス」と同じだった。その後、2隻はパラワン水道に移動した。

#### 10月20日から22日
10月20日から21日にかけて、「ダーター」のレーダーは数個の目標を捉えた。レイテ島に対する緊急輸送を支援するためマニラに向かっていた重巡洋艦「青葉」と軽巡洋艦「鬼怒」、駆逐艦「浦波」を「ダーター」とともに追跡した「デイス」は、本来の哨区から大きく離れる結果となった。10月22日夜半、「デイス」は「ダーター」と無線電話で交信するため接近していた。その時、「ダーター」のレーダーが新たな目標を捉えた。2隻は目標に向かって速力を上げた。

#### 10月23日

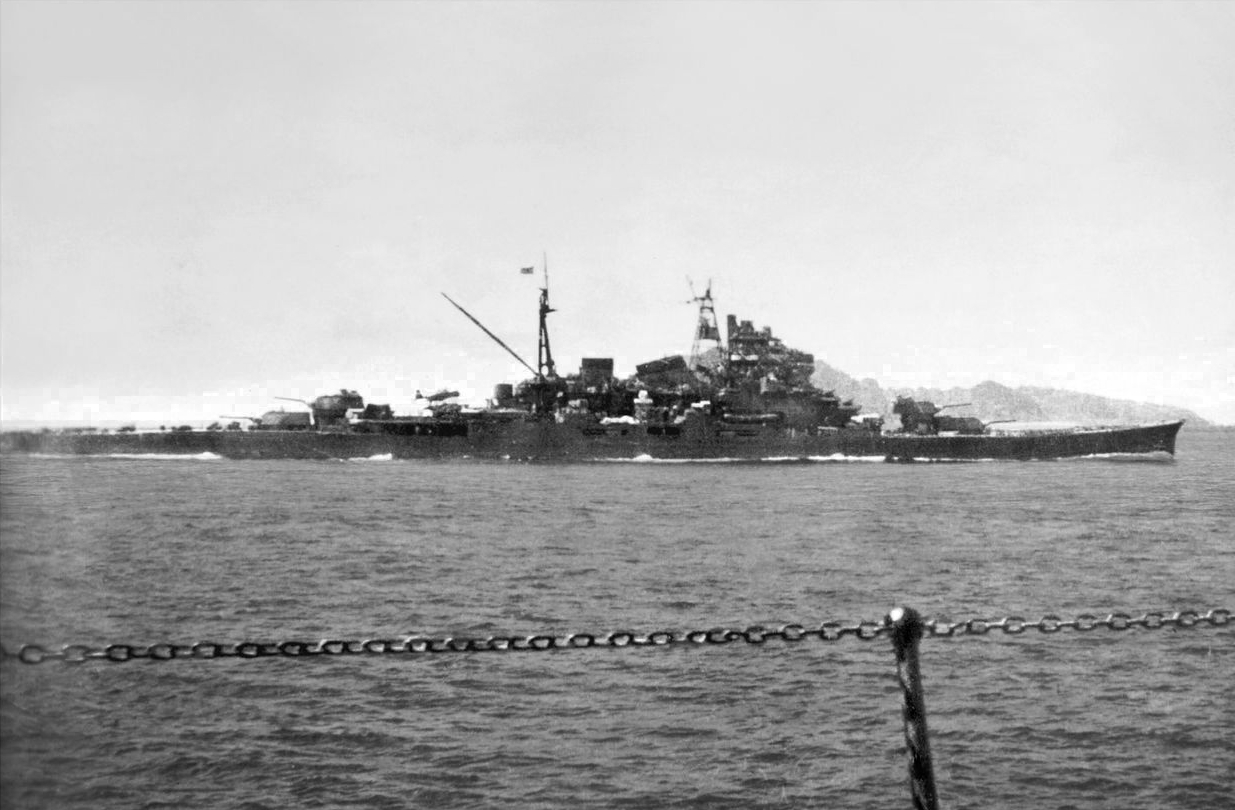
重巡洋艦「摩耶」（1944年）

10月23日0時17分、「ダーター」のレーダーが複数の目標を追跡していた時、「デイス」のレーダーは故障していた。「デイス」は故障回復に努め、その間は「ダーター」からの情報を得て追跡を行っていた。程なく故障修理が終わった「デイス」に対して「ダーター」が「重量級の艦隊が二列縦隊で前進中」と通報し、自艦に続くよう指示を与え、デイスも全速前進に速力を上げた。目標がレイテ沖海戦に出撃する栗田中将率いる第二艦隊のうちの第一部隊であることは言うまでも無く、両艦の進路と栗田艦隊の進路は直角で交差する位置にあった。2時30分、「ダーター」は無線封止の命をためらわず破り、「日本艦隊出撃。パラワン水道経由でレイテへ向け進撃中と推測」と「デイス」にはもちろんのこと、第7艦隊司令官トーマス・C・キンケイド中将、第3艦隊（ウィリアム・ハルゼー大将）にも通報した。両艦は19ノットの速力を維持し浮上したまま艦隊に接近していった。
5時9分、「ダーター」が自身の攻撃位置に向かうため分離した後潜航した。「デイス」はそのままの進路を保ちながら潜航。艦隊の右翼列を狙える位置を確保した。6時34分ごろ、「デイス」は「ダーター」の発射した魚雷が左舷隊先頭の重巡洋艦「愛宕」に5本命中し、駆逐艦2隻が「愛宕」に近寄っていくのを確認した。その後、「デイス」も自身の攻撃目標を定めにかかった。この時点で、一番近くの目標まで6,300mの距離があった。クラゲット艦長は潜望鏡越しに「先頭は『愛宕』、次いで『那智』、その後ろに『戦艦』が続いている」と判断した。6時52分、「目標は金剛型戦艦」と指示、「愛宕」がまさに海中に没しようとした6時54分、「金剛型戦艦」を目標に魚雷6本を発射。発射後、大型艦の舷側に回りこむ体勢をとった。6時56分、魚雷は「金剛型戦艦」と目された右舷隊3番艦の重巡洋艦「摩耶」の左舷に4本が命中した。当時、「摩耶」は右舷に注意を集中させており、左舷側から迫る魚雷音に気付くのが遅れ、面舵、直後に取舵を下令したものの命中。「摩耶」は北緯09度27分 東経117度23分 / 北緯9.450度 東経117.383度の地点で約8分で沈没し、「デイス」では6時1分に「海底が爆発したかのような爆発音」、6時3分に大破壊音を聴取し、6時5分に爆雷攻撃を受けるも損害無く切り抜けた。日没後、「ダーター」とともに浮上、「ダーター」が第二撃で撃破した「高雄」を追跡したが、潜航状態を続けていたため自艦が現在向いている方位が分からなくなってしまった。「デイス」は「ダーター」に倣って天測航法を試みるも雲量が多く断念せざるを得なかった。両艦は最初の攻撃位置とおぼしき位置にとりあえず戻ろうと反転したが、「デイス」は「ダーター」と少し違う進路をとった。

#### 10月24日と25日
1時5分、「ダーター」は北緯09度26分 東経116度55分 / 北緯9.433度 東経116.917度のボンベイ礁に座礁してしまった。「デイス」はなおも高雄を追跡中であったが、「ダーター」の座礁により反転、両艦乗組員の「ダーター」を離礁させようという試みは全て失敗した。翌25日2時46分、「デイス」は「ダーター」にロープを投げ、またゴムボートも活用して「ダーター」乗組員の移乗が開始された。「ダーター」の全ての乗組員は「デイス」に乗り移った。3時45分、2本目のロープが「ダーター」の艦尾に結び付けられた。「ダーター」の乗員を救助した後、5時55分に「デイス」は「ダーター」に向けて魚雷を4本発射したが、岩礁に当たって爆発しただけだった。次いで4インチ砲21発を「ダーター」の水線に命中させたが、日本軍機が飛来してきたので潜航し退避した。「デイス」は潜航中も「ダーター」の様子を窺っており、日本兵が駆逐艦から「ダーター」に乗り込むのを確認した。夕刻、浮上して再度「ダーター」の完全破壊を目論むも、正体不明の発信音を探知したため、これ以上の作業を断念。「ダーター」の処分を他の艦に依頼する旨司令部に打電し、乗組員ですし詰め状態になりながら現場を去った。「デイス」は「ダーター」処分時に最後に残っていた魚雷をすべて使い果たし艦内には余裕があったが、それでも「ダーター」乗組員全員を立ったまま詰め込んだため身動きもままならず、乗組員がトイレに向かう時だけ僅かに空間が出来る有様だったという。11月6日、60日間の行動を終えてフリーマントルに帰投。艦長がオーティス・R・コール・ジュニア中佐（アナポリス1936年組）に代わった。

### 第6、第7の哨戒 1944年12月 - 1945年7月

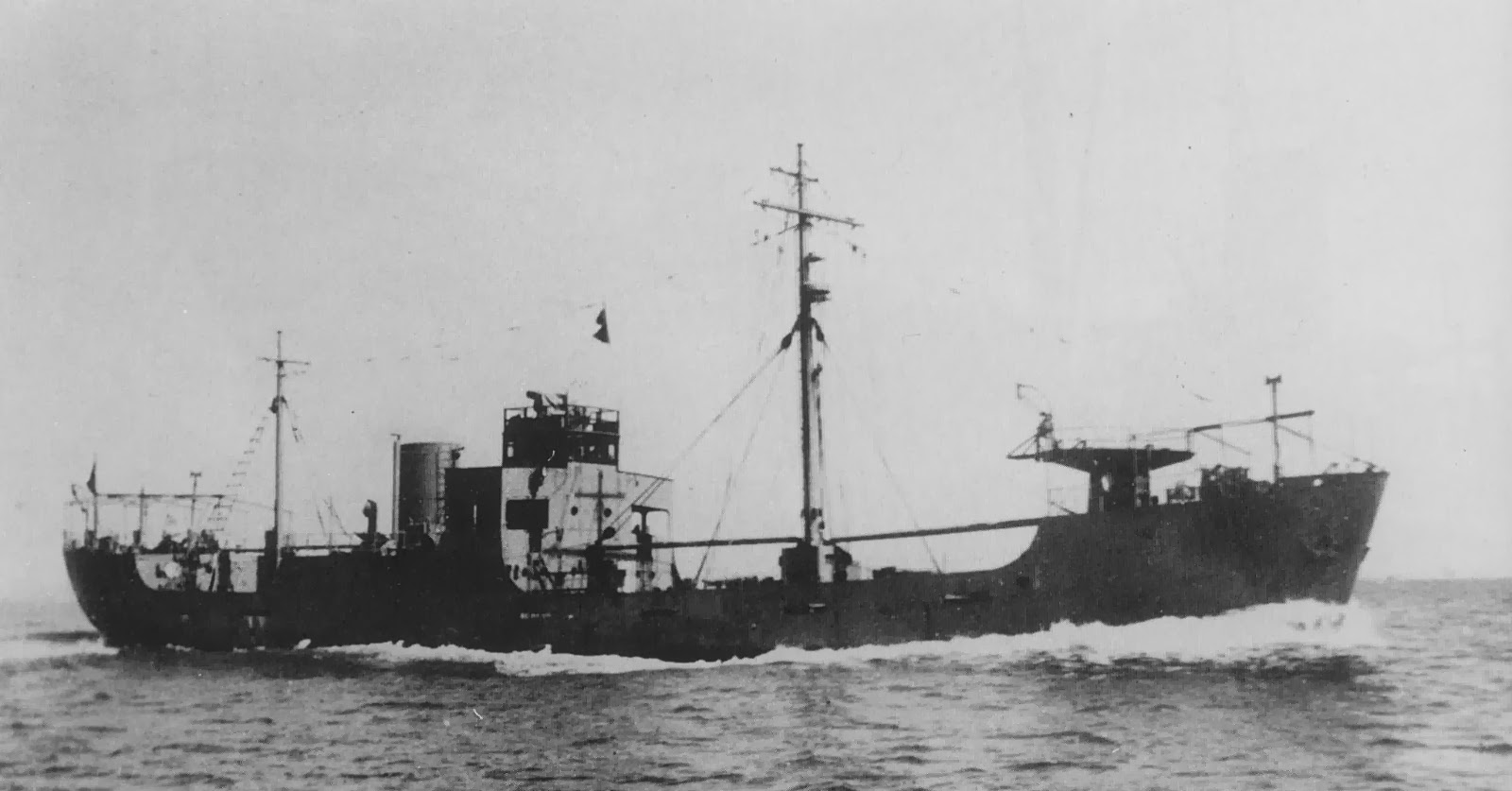
特務艦「野埼」（1941年）

12月2日、「デイス」は6回目の哨戒で南シナ海に向かった。この哨戒ではシンガポールと香港間の航路遮断を命じられるとともに、機雷敷設も命じられていた。12月16日未明、インドシナ半島ガンビル島沖に機雷を敷設。直後、敷設海域のあたりから爆発音が聞こえた。3日後の12月19日、輸送船団を発見し攻撃準備に取り掛かっていたところ、4発の爆雷を投下され、損傷を受けた。12月28日、北緯12度36分 東経109度28分 / 北緯12.600度 東経109.467度の地点で輸送船団を発見し、魚雷を6本発射。魚雷は4,000トン級輸送船に擬せられた2つの目標に命中し、1つを沈めて1つは損傷したと判断される。この攻撃で特務艦「野埼」を撃沈した。12月31日にも北緯12度55分 東経109度29分 / 北緯12.917度 東経109.483度の地点で「ヒ84船団」の護衛中であった空母「海鷹」を発見して魚雷を3本発射したが、命中しなかった。その後、1945年1月17日にサイパン島に寄港する。真珠湾へ向けて航海中の1月26日、前年12月16日に敷設した機雷に応急タンカー「第十五多聞丸」（八馬汽船、6,925トン）が触れて沈没した。1月28日、56日間の行動を終えて真珠湾に帰投。サンフランシスコに回航されベスレヘム・スチールでオーバーホールに入り、4月25日に完了した。
5月25日、「デイス」は7回目の哨戒でカベゾン (USS Cabezon, SS-334) とともに千島列島およびオホーツク海方面に向かった。6月8日に国後島近海の哨戒海域に到着し、早々に北緯44度20分 東経146度38分 / 北緯44.333度 東経146.633度の地点でさっそく獲物にありつき、海上トラックとラガーを浮上砲戦で撃沈した。6月9日にアポゴン (USS Apogon, SS-308) およびマンタ (USS Manta, SS-299) と合流。6月10日、「デイス」は霧の中を、護衛艦を配した輸送船とタンカーがやってくるのを探知した。以後追跡を続け、北緯47度21分 東経149度07分 / 北緯47.350度 東経149.117度の占守島沖で3つの目標に、Mk27誘導魚雷とMk28型誘導魚雷、通常の魚雷をそれぞれ1本ずつ発射。魚雷は海軍徴傭船「博洋丸」（九州郵船、1,391トン）に命中して撃沈。反撃を受けたので、護衛艦に魚雷を発射した後、深深度潜航で逃れた。6月18日夜、「アポゴン」と「カベゾン」は幌筵島から出てきたばかりの輸送船団を発見し、「アポゴン」が輸送船「博愛丸」（日本海洋漁業、2,614トン）を、「カベゾン」が輸送船「蔵王山丸」（川崎汽船、2,631トン）をそれぞれ撃沈した。離れた場所で爆発を確認していた「デイス」は、6月19日未明に北緯50度23分 東経154度34分 / 北緯50.383度 東経154.567度の地点で、船団を護衛していた護衛艦を発見し、魚雷を4本発射。2本が命中したと判断され、さらに4本発射する。攻撃後、36発に及ぶ爆雷攻撃を受けたがこれを切り抜けた。6月23日夜には北緯45度26分 東経148度56分 / 北緯45.433度 東経148.933度の地点で、海岸に向けて4発の5インチ砲弾を撃ち込んだ。7月10日、46日間の行動を終えてミッドウェー島に帰投した。
その後、「デイス」は8回目の哨戒の準備のため8月13日にサイパン島に到着したが、2日後に終戦を迎えた。

### 戦後

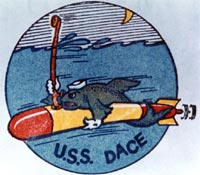
デイスのエンブレム。
Public domain photo from the Naval Historical Center

戦争が終了すると、「デイス」は真珠湾への帰還が命じられ、10月5日にニューロンドンに到着した。1946年1月15日にポーツマス海軍造船所で予備役となり、ニューロンドンに曳航された後、1947年2月12日に退役した。その後、1951年8月8日に再就役し、ニューロンドンから大西洋岸、カリブ海で活動、1953年12月31日に再び予備役となる。1954年1月15日にGUPPY IB改修のためにポーツマス海軍造船所で退役し、1954年10月22日に再就役する。イタリア海軍の乗員を訓練した後1955年1月31日にニューロンドンで退役、同日軍事援助プログラムに基づきイタリア海軍へ移管された。
その後「デイス」はイタリア海軍で「レオナルド・ダ・ヴィンチ (Leonardo da Vinci, S-510) 」として就役した。当初はイタリアへ5年間の貸与の予定であったが、1959年にもう5年間延長され、その後さらに5年延長された。姉妹艦の「エンリコ・タッツオーリ (Enrico Tazzoli, S-511) 」（元「バーブ」）と共に1950年代から60年代末にかけてイタリア海軍潜水艦部隊の中核として活躍した。SS-247（レオナルド・ダ・ヴィンチ）は1972年10月15日にアメリカ海軍を除籍され、翌年イタリア海軍を除籍された。その後、1975年4月1日にスクラップとして売却された。
なお、ジェーン海軍年鑑1954-55年版および1955-56年版では「デイス」が「エンリコ・タッツオーリ」へ、「バーブ」が「レオナルド・ダ・ヴィンチ」になったと記述された。他の全ての資料及びその後のジェーン海軍年鑑ではその記述が反対になった。
「デイス」は第二次世界大戦の戦功および7度の哨戒で海軍殊勲部隊章と7個の従軍星章を受章した。総撃沈トン数は28,689トンに及ぶ。